# Ouricuri
Ouricuri es un municipio brasileño del estado de Pernambuco. Localizado en el sertón pernambucano, ocupa un área de 2 381,570 km² y representa 2,25% del Estado de Pernambuco. La sede del municipio tiene una altitud aproximada de 451 metros y coordenadas geográficas de 07°52'57 de latitud sur y 40°04'54 de longitud oeste, a 617 kilómetros de la capital, Recife. Tiene una población estimada al 2020 de 79 615 habitantes.
Actualmente, Ouricuri aprovisiona por lo menos otras ocho ciudades de la región (compuesta de 10 municipios) en bienes y servicios, siendo sede de importantes instituciones gubernamentales, bancarias y fiscales, y atrayendo centenares de personas todos los días. Debido a su localización estratégica en la región del Araripe (Quedando aproximadamente 60 km de todos los municipios de la Región), Ouricuri es un polo de desarrollo regional, donde varias empresas se instalan debido a logística de la ciudad. El municipio está formado por los distritos Sede (Ouricuri) y Barra de São Pedro, y por los poblados de Santa Rita, Extrema, Cara Blanca, Jacaré, Jatobá, Vidéu, Lopes, Agrovila Nova Esperança, Juá y Passagem de Pedras.

## Topónimo
El topónimo "Ouricuri" proviene de la denominación popular de la palmeira Syagrus coronata, nativa de la región Nordeste de Brasil.

## Historia
Toda la región del actual sertón nordestino era ocupada, hasta la llegada de los europeos en el siglo XVI, por pueblos indígenas tupís, los llamados tapuyas. Al largo de todo el periodo colonial, esos pueblos fueron siendo exterminados a través de enfermedades nuevas traídas por los europeos, guerras, esclavización y la evangelización.
Los primeros registros sobre la región datan del siglo XIX, mencionando una extensa hacienda de ganado de propiedad de doña Brígida Alencar. Partes de esta hacienda fueron vendidas a la pareja João Goulart. Esta pareja fijó su residencia en una región donde el pasto era más abundante para el ganado y denominaron esta región de Aricuri.
En 1839, el juez de la Comarca de Boa Vista, Alexandre Bernardino Pires, fijó residencia en la región, huyendo de un surto de malária (enfermedad esta llamada popularmente de "carneirada"). El 5 de abril de 1841, el padre Francisco Pedro da Silva, oriundo de la ciudad de Sousa, en el estado de Paraíba, compró tierras de doña Brígida a fin de erguir una capilla en homenaje a San Sebastián. Al transferir la propiedad, el padre cambió el nombre para Ouricuri, nombre de una palmera. Así, el desarrollo del poblado ocurrió por las actividades agropecuarias y en torno a la capilla.
El 30 de abril de 1844 fue creado el distrito, que fue elevado a la categoría de villa en 1849. En 1893, se hizo municipio autónomo. El 14 de mayo de 1903 fue elevado a la categoría de ciudad.

### La Tierra de los Voluntarios de la Patria
La guerra de Paraguay explotó en noviembre de 1864 con la invasión de la Provincia de Mato Grosso por los paraguayos, dirigidos por el general Francisco Solano Lopes, trayendo desasosiego al emperador Pedro II. Contando con un contingente militar pequeño y la Guardia Nacional formada por personas que vivían de las honrarías del cargo, el emperador necesitaba de defender el territorio nacional. Por el decreto imperial 3 371, del 7 de enero de 1865, el emperador creó, entonces, los cuerpos de voluntarios que serían formados en el territorio brasileño congregando hombres que, voluntariamente, se incorporarían a las fuerzas armadas brasileñas en el teatro de guerra (aunque en el principio haya habido adhesión realmente voluntaria, con el transcurrir de la guerra aumentó el número de reclutamientos forzados)., antes de embarcar a la Guerra. Terminada la Guerra, de los 408 integrantes del Batallón, poco más de 40 retornaron a tierra natal, entre estos, varios mutilados. Los otros, cerca de 368, quedaron en el tumba del soldado desconocido, muertos en combate o alcanzados por el cólera que arrasó  las tropas, provocando grandes bajas.
Con la vuelta de los voluntarios a Ouricuri, don Pedro II entregó, al comandante teniente-coronel Felipe Conejo Rodrigues, la bandera (insignia) del batallón, en la cual fuera bordada la siguiente inscripción: "7º Batallón de Voluntarios de la Patria de Ouricuri". Esa bandera, homenaje al municipio, fue instalada en el altar de San Sebastián, en la Iglesia Matriz, guardada por mucho tiempo por el vicario comendador Francisco Pedro y, después de su muerte, por el coronel Anísio Coêlho. Esa bandera se encuentra en el Museo del Estado de Pernambuco como reliquia histórica.

## Economía
Ouricuri se sitúa en el Polo de Yeso del Araripe. En esta región, se formó una industria extractiva de este mineral, responsable por 95% de la extracción de yeso en el país.
En la agricultura, los principales productos son el umbu, el tomate y el angico. La agricultura de subsistencia produce mandioca, frijol, maíz, cebolla. La extracción del carbón vegetal, leña y madera representan una cuota significativa de la economía.